# Pijus Rulevičius
Pijus Rulevičius (* 10. August 1992 in Elektrėnai) ist ein litauischer Eishockeyspieler, der seit 2017 für die Mississippi RiverKings in der Southern Professional Hockey League spielt.

## Karriere
Pijus Rulevičius begann seine Karriere als Eishockeyspieler in seiner Heimatstadt bei Energija Elektrėnai, für den er in der litauischen U18-Liga spielte und beim U16-Volvo-Cup 2007 in Riga der beste Spieler seiner Mannschaft war. 2007 zog es ihn in die Vereinigten Staaten, wo er für verschiedene Nachwuchsteams auf dem Eis stand. Während seiner Zeit bei Chicago Mission wurde er 2009 von Chicago Steel aus der United States Hockey League in der 15. Runde des USHL Entry Drafts gezogen, spielte in den folgenden drei Jahren jedoch noch nicht in dieser Klasse, sondern bei Mannschaften aus der Metro Junior A Hockey League, in der er 2010 Torschützenkönig wurde, und der North American Hockey League. Erst 2012 wechselte er in die USHL, die wichtigste Nachwuchsliga in den USA, und war dort für die Waterloo Black Hawks aktiv. Von 2013 bis 2017 spielte er in der Mannschaft des St. Norbert College, mit der er 2014 die Division III der National Collegiate Athletic Association gewann. Nach dem Ende seines Studiums schloss er den Mississippi RiverKings aus der Southern Professional Hockey League an.

### International
Für Litauen nahm Rulevičius im Juniorenbereich an den U18-Weltmeisterschaften der Division I 2008, 2009 und 2010 sowie den U20-Weltmeisterschaften der Division I 2008 und 2011 bzw. der Division II 2009, 2010 und 2012 teil.
Im Herrenbereich stand er im Aufgebot seines Landes bei den Weltmeisterschaften der Division I 2011, 2012, 2014, 2017 und 2018.

## Erfolge und Auszeichnungen
- 2010 Torschützenkönig der Metro Junior A Hockey League
- 2014 Gewinn der Division III der National Collegiate Athletic Association mit der Mannschaft des St. Norbert College

### International
- 2010 Aufstieg in die Division I bei der U20-Weltmeisterschaft der Division II, Gruppe B
- 2018 Aufstieg in die Division I, Gruppe A, bei der Weltmeisterschaft der Division I, Gruppe B